# 台北市國民小學基本學力檢測
臺北市國民小學基本學力檢測，用意在於檢測臺北市國民小學之五年級學生，並將參考結果作為擬定教育政策及強化學校教學之參考。臺北市於2005年實施國語文基本學力檢測，於2006年度起新增數學領域檢測，以判斷學生是否達到學習的效果。

## 目的
1. 讓臺北市市民了解九年一貫之實施成效。
2. 藉由檢測了解學生學習上的瓶頸，協助教師教學。
3. 學生藉由九年一貫課程能力指標編制的測驗，可得合適的學習回饋。
4. 建立學習資料庫，提供相關人員進行長期追蹤。

## 檢測方式（2006年度起之檢測）
1. 普測：臺北市國小五年級學生進行國語、數學及英語檢測。國語試題作答時間為40分鐘，作答完中途休息10分鐘；考數學試題50分鐘，採選擇題作答方式，作答完中途休息10分鐘；英語檢測40分鐘。
2. 抽測：國語文寫作，國小五年級班級數2班以下抽1人，3至4抽2人，5至8班抽3人，9至12班抽4人，13班以上抽5人。國語文寫作時間於普測後，檢測40分鐘。

## 檢測成績
- 檢測只公佈全臺北市學生之平均值與通過機率，不列入個人成績計算，也不公佈學生個人成績，避免考試壓力。